# Torrent
Un torrent este un protocol care permite descărcarea rapidă de fișiere folosind o cantitate minimă din lărgimea de bandă disponibilă a conexiunii la Internet.
Printre cele mai celebre site-uri de torrente s-au numărat de-a lungul timpului: Filesoup, Pirate Bay, KickassTorrents și Torrentz.